# Лоток

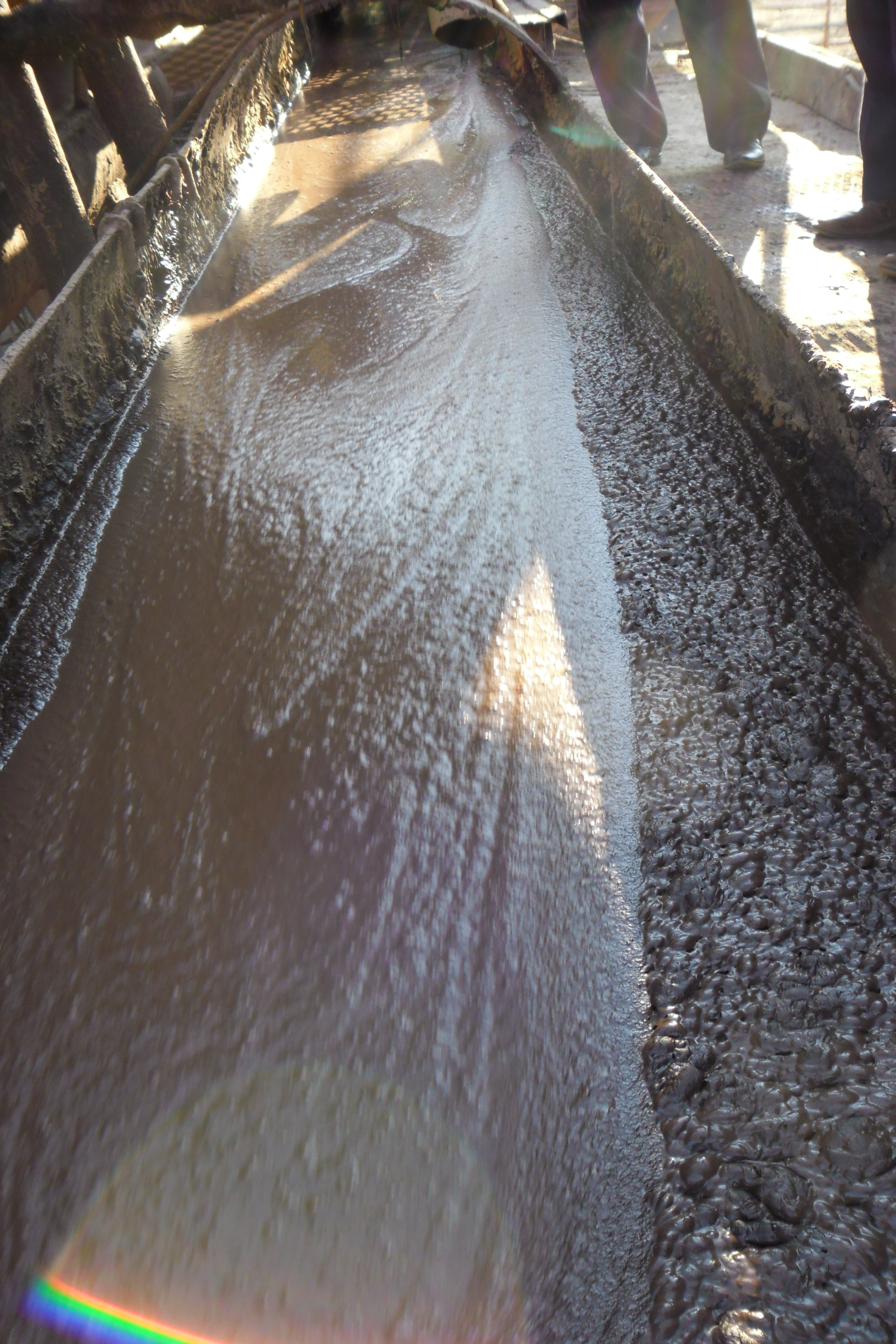
Буровий розчин у жолобі (лотку). Поверхневий комплекс бурової установки.

Лото́к, лоті́к (рос. лоток, англ. trough, flume, channel, chute; нім. Förderrinne f, Rutsche f, Gerinne n, Mulde f, Trog m, Schurre f) — пристрій незамкненого поперечного перетину для безнапірного руху води або гідросуміші. Виробляється з дерева, металу, залізобетону й інших матеріалів. Поперечні перетини лотків можуть бути прямокутними, трапецієподібними, трикутними або криволінійними. Лоток складається з окремих ланок або має суцільну конструкцію. Укладається на земній поверхні, у виїмці і на естакадах. Застосовується для гідротранспортування гірських порід, лісоматеріалів (лотоки для спуску лісу), для пропуску води, при намиванні земляних споруд та гідровідвалів, у збагаченні корисних копалин тощо.
Щодо лотока, що використовувався на водяних млинах для підведення води з млинівки чи ставка до колеса, вживалася назва лотоки́ — завжди в множині.